# Josse de Courteville
Josse (Judocus, Joost) de Courteville (de Courtewille of van Cortewille) (? – 1572), heer van Pollinkhove, stamde uit het adellijke Vlaamse geslacht Cortewille. In correspondentie gebruikte hij meestal zijn Franse naam, Josse de Courteville.
Hij werd in het eerste kwart van de 16de eeuw geboren in Belle als zoon van Pieter van Cortewille en Johanna van Correnhuyse. Hij was heer van Pollinkhove (bij Lo-Reninge).
Hij liet er rond 1554 de Sint-Bartholomeuskerk bouwen. Mogelijks was zijn voorganger Adriaen al met de bouw begonnen.
Josse de Courteville huwde met Jehanne (Joanna, Jeanne) van den Houtte, enig kind van Pieter van den Houtte, heer van Niepkerke, baljuw van Ieper en gehuwd met Ludovica de Walloncapelle.  Josse was de vader van o.a. Lowyse de Cortewille, dame van Pollinkhove en Nieppe.
Josse de Courteville maakte een steile politieke carrière. In november 1555 werd hij benoemd tot adjunct-secretaris in de Raad van State van de Nederlanden. In 1556 werd hij secretaris in de Raad van State en de Geheime Raad ‘suyvant la personne du roy’ (de persoon van de koning volgende). Hij volgde Filips II van Spanje in 1559 naar Spanje. In de daaropvolgende jaren stond hij vanuit Spanje in correspondentie met landvoogdes Margaretha van Parma en met zijn vriend Viglius Aytta, die hij op de hoogte hield van alle ontwikkelingen. In 1561 werd hij plaatsvervangend griffier van de Orde van het Gulden Vlies. In 1564 werd hij ridder in de Orde van Calatrava, in 1566 commandeur van Villafranca. In augustus 1566 brak in de Nederlanden de Beeldenstorm uit. Protestanten vernielden afbeeldingen van heiligen en plunderden de kerken. De streng katholieke koning Filips II van Spanje stuurde daarop Fernando Alvarez de Toledo, hertog van Alva, als militaire gouverneur naar Brussel om orde op zaken te stellen. Filips II gaf hem Josse de Courteville mee als secretaris voor de Franstalige correspondentie. Alva liet meteen de graven Egmont en Hoorn arresteren. In 1568 werden ze onthoofd. De Courteville zat politiek in het katholieke Spaanse kamp, maar vond Alva’s aanpak te hard. Ongevraagd leverde hij een memorandum in, waarin hij pleitte voor een verzoenende aanpak van de problemen in de Nederlanden: Moyens par où semble que Sa Majesté pourroit mieulx regaigner le coeur des vassaux et subjetz de par deçà, vray remède à l’établissement des affaires (Middelen waarmee Zijne Majesteit waarschijnlijk beter het hart zal kunnen herwinnen van zijn vazallen en onderdanen in deze landen tot regeling van de zaken). Bovendien had Courteville de moed om de hertog de heffing van de Tiende Penning te ontraden en genoegen te nemen met een vast bedrag ineens. Alva zou daarom in 1572 aan Filips II gevraagd hebben om Courteville terug naar Madrid te roepen.
Josse werd ziek en overleed onverwacht in datzelfde jaar. Over zijn sterfdatum is wat verwarring. 12 mei 1572 volgens Ch. Piot, 19 mei 1572 volgens Van der Aa, 20 mei 1572 volgens J. Houssiau. Volgens Pauwel Heinderickx en Erfgoed Vlaanderen is hij zelfs pas in 1578 gestorven, maar die datum klopt waarschijnlijk niet. Volgens Viglius Aytta zou Alva zich na zijn dood beklaagd hebben dat hij daardoor geen Franse correspondentie meer kon afwerken.

## Opmerking
Josse de Courteville mag niet worden verward met zijn naar hem genoemde petekind Judocus Cortewille, gouverneur van het kasteel van Oudenaarde en hoogbaljuw van Oudenaarde, die in 1572 gedood werd tijdens de inname van Oudenaarde door de geuzen van Jacob Blommaert.